# Джигме Дорджи Вангчук
Джигме Дорджи Вангчук (2 мая 1929 — 21 июля 1972) — третий король Бутана с 1952 по 1972. Вступил на трон после смерти своего отца, второго короля Джигме Вангчука из династии Вангчук. Он выбрал путь медленной модернизации и сделал шаги по выходу страны из мировой изоляции.

## Биография
Родился во дворце Тхупанг в городе Тронгса. 27 октября 1952 года Джигме Дорджи Вангчук принял трон своего отца Джигме Вангчука. Джигме Дорджи Вангчук проводил преобразования по преодолению феодализма, предоставил бывшим рабам гражданство и право собственности на землю, внедрил новые изобретения в сельском хозяйстве и ввёл колёсный транспорт, так как до этого люди носили грузы и продукты на себе.
В 1959 году китайцы заняли Тибет, страну, с которой Бутан находился во многолетних отношениях. Это вынудило короля искать больше контактов со внешним миром, и в результате Бутан смог вступить в ООН в 1971 году. Затем король издал указ, согласно которому Национальная Ассамблея получила право смещать короля или наследника престола двумя третями голосов, что стало первым шагом в сторону демократии. После принятия новой конституции в 1963 году он изменил свой титул монарха Бутана с Его Высочества Махараджа на Его Величество Король Бутана (Друк Гьялпо) и вступил в должность главнокомандующего армией. В 1966 году Тхимпху официально стал столицей.
Джигме Дорджи Вангчук провёл основательную модернизацию страны.
В двадцать лет Джигме Дорджи Вангчук пережил первый приступ инфаркта и был вынужден часто искать медицинской помощи за рубежом. Он умер 21 июля 1972 года в Найроби, и ему наследовал его сын Джигме Сингье Вангчук.

### Почитание короля бутанцами
Бутанцы считают, что третий король обладал особой мистической силой. Памяти Джигме Дорджи Вангчука посвящён мемориальный чортен в Тхимпху, к которому сходятся паломники со всего Бутана, чортен считается местом исполнения желаний.

## Награды
- Британская Медаль Серебряного юбилея короля Георга V (03.06.1935)[2]
- Британская Коронационная медаль Георга VI (11.5.1937)